# Anguilla dieffenbachii
Anguilla dieffenbachii és una espècie de peix pertanyent a la família dels anguíl·lids.

## Descripció
- El mascle pot arribar a fer 185 cm de llargària màxima i la femella 156 (normalment, en fan 60 el mascle i 100 la femella).
- Pes màxim: 25 kg.[3][4][5][6]

## Reproducció
És ovípara i migra al mar per a reproduir-se.

## Hàbitat
És un peix d'aigua dolça, salabrosa i marina; demersal; catàdrom i de clima subtropical (34°S-47°S).

## Distribució geogràfica
Es troba al Pacífic sud-occidental: és un endemisme de Nova Zelanda.

## Ús comercial
Es comercialitza fresca, fumada i congelada per a ésser fregida o rostida a la graella.

## Observacions
És inofensiu per als humans.